# Alcyonium etheridgei
Alcyonium etheridgei är en korallart som beskrevs av Thomson och Mackinnon 1911. Alcyonium etheridgei ingår i släktet Alcyonium och familjen läderkoraller. Inga underarter finns listade i Catalogue of Life.